# Освіта в Намібії

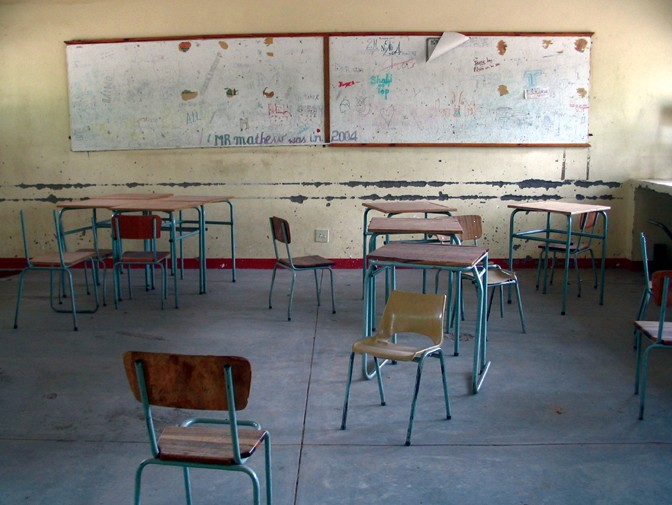
Клас в Намібії

Освіта в Намібії є обов'язковою протягом 10 років у віці від 6 до 16 років. У Намібії близько 1500 шкіл, з яких 100 є приватними. Конституція зобов'язує уряд надавати безкоштовну початкову освіту; однак, сім'ї повинні сплачувати плату за шкільну форму, канцелярські товари, книги, гуртожитки та удосконалення школи.

## Освітні стратегії

### До незалежності
До набуття незалежності Намібією система освіти країни була створена для зміцнення апартеїду, а не для забезпечення необхідної людської ресурсної бази для сприяння справедливому соціальному та економічному розвитку. Вона була фрагментована за расовими та етнічними ознаками, з великими відмінностями як у розподілі ресурсів, так і в якості пропонованої освіти.

### Після проголошення незалежності
Новий Уряд Республіки Намібія (УРН) має намір створити єдину структуру для управління освітою. На даний час Намібія виділяє більше 20 % свого національного бюджету на освіту. Це становить від шести до семи відсотків загального ВВП Намібії і є однією з трьох країн з найвищим відсотком ВВП, спрямованим на освіту у світі. Намібійські навчальні заклади та їх портфоліо акредитовані Намібійським органом з кваліфікацій (NQA). Ця установа оцінює та акредитує національні інститути та ступені, а також іноземні кваліфікації людей, які бажають продемонструвати національну еквівалентність ступенів, отриманих за кордоном.
Дослідники з Агентства США з міжнародного розвитку вважають, що інвестиції окупаються. Нова, уніфікована та орієнтована на студента навчальна програма для класів 1-12, яка була упроваджена у 1998 році, отримала визнання за межами Намібії, і значний прогрес був досягнутий у використанні англійської мови (яка замінила африкаанс як офіційну мову країни) як засобу навчання.
Близько 95 % дітей шкільного віку відвідують школу, а кількість вчителів збільшилася майже на 30 % з 1990 року. Були побудовані понад 3000 нових класів. Внаслідок цих поліпшень кількість залишених на другий рік у всіх класах була зменшена. У той час як у 1991 році половина учнів 1-го класу перездавала оцінки, до 2003 року понад 84 % учнів отримували свої оцінки вчасно. Рівень відсіву також скоротився.
З іншого боку, колишній міністр освіти Намібії Авраам Іямбо коротко описав намібійську систему освіти як «калічку», посилаючись на відсутність навчальних закладів, фінансові труднощі, непрофесійне професійне навчання і відсутність розвитку дошкільного виховання. Національна конференція з питань освіти, що тривала з 27 червня по 1 липня 2011 року, визначила цілий ряд найбільш актуальних питань.
Намібійська система освіти переживає багато перешкод. Вона стикається з серйозними недоліками у забезпеченні освіти всім. До того ж, якість освіти, якість викладачів та продуктивність учнів є незадовільними. Міністерство освіти розробляє програму удосконалення, яка називається ETSIP (програма підвищення кваліфікації та освіти). Метою ETSIP є узгодження всієї системи освіти Намібії з Візією Намібії 2030 і потребами населення Намібії.
У всіх державних школах початкова освіта безкоштовна з 2013 року, і середня освіта з 2016 року. Вищі навчальні заклади, як приватні, так і громадські, стягують плату за навчання. Тілесні покарання не допускаються.

## Освітні рівні
Розробка навчальних програм, освітні дослідження та професійний розвиток шкільних вчителів організовано централізовано Національним інститутом розвитку освіти (NIED) в Окаханджі .

### Дошкільна освіта
Уряд Намібії запровадив трирічну пілотну програму дошкільної освіти у 2008 році. Згодом ця програма отримала продовження на два роки і, таким чином, тривала до 2013 року. Вона спрямована на те, щоб діти з малозабезпечених верств населення мали доступ до дошкільної освіти і була спрямована на дітей віком від п'яти до шести років. Програма вимагає організацію початкової освіти в початкових школах. Прогрес у пілотній програмі на сьогодні:
- Область Кхомас — 21 з 67 початкових шкіл запровадили дошкільну освіту.
- Регіон Караська область — 18 з 38 початкових шкіл запровадили дошкільну освіту.
- Регіон Замбезі — 24 початкові школи запровадили дошкільну освіту.
- Регіон Охапнгвена — 27 з 138 початкових шкіл запровадили дошкільну освіту.[11]

### Початкова освіта
Обов'язкова освіта починається на рівні початкової освіти у віці 6-ти років. Початкова освіта складається з семи років від 1-го до 7-го класу для підготовки дітей до середньої освіти.  Намібійським урядом уведено безкоштовну початкову освіту в 2013 році.

### Середня освіта
Середня освіта триває 5 років з 8-го до 12-го класу. Після успішного закінчення 10-го класу діти отримують сертифікат середньої школи.
Після успішного завершення 12-х класів учасники отримують сертифікат старшої середньої освіти Намібії. Ця сертифікація може бути або Міжнародним загальним сертифікатом про середню освіту (IGCSE) або Вищим міжнародним сертифікатом про середню освіту (HIGCSE). Документи IGCSE іспиту встановлюються і відзначаються в Намібії, але модеруються Кембриджем . Документи HIGCSE задаються, відзначаються та модеруються Кембриджським університетом у Сполученому Королівстві .
Навчання у 12-у класі не може тривати повний робочий день, для учнів, які бажають продовжувати навчання, вони повинні отримати позитивну (високу) оцінку відповідно до вимог вищої освіти як на місцевому рівні, так і за кордоном. Шкала оцінки для 12-го класу:[відсутнє в джерелі]
- Оцінки IGCSE: A B C D E F G
- Еквівалентні точки: 7 6 5 4 3 2 1
- Оцінки HIGCSE: 1 2 3 4
- Еквівалентні точки: 10 9 8 7

### Вища освіта

#### Університети та коледжі
Намібія має два загальноосвітніх державних вищих навчальних заклади: Намібійський університет науки і технологій (NUST) і Університет Намібії (UNAM) та один приватний університет, Міжнародний університет управління (IUM). До NUST прийом відбувається за сертифікатом 12-го класу з максимум п'ятьма кваліфікаційними предметами із загальним балом 25 балів або більше і символом E або краще англійською мовою. В університеті Намібії основна вимога для вступу до програми бакалаврату — Намібійський середній сертифікат (NSSC) зі ступенем з п'яти дисциплін із загальною кількістю балів 25 балів, за шкалою оцінювання UNAM, або більше не більше трьох екзаменів засідання.
Є ряд спеціалізованих вищих навчальних закладів, таких як Коледж мистецтв (Cota) у Віндгуку, Університетський центр досліджень у Намібії (TUCSIN) у Віндгуку, Ошакаті, Рунду, Рехоботі, Намібійському інституті морського і рибного господарства (NAMFI) у Волфіш-Бей, а також Намібійський гірничо-технологічний інститут (NIMT) в Арандіс.

#### Професійно-технічна освіта

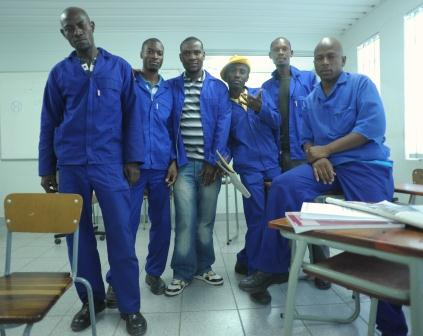
Намібійські студенти сантехніки

Намібійський навчальний орган (NTA) контролює сім професійних центрів і підтримує ряд інших установ, таких як Namwater. Вони пропонують цілий ряд курсів для випускників шкіл, включаючи: сантехніка, зварювання, електричні генератори, автомобільне електрообладнання, кладка, виготовлення корпусних меблів, технічний малюнок, пошив одягу, робота в готелях, офісне управління та автомеханіка.
Студенти-професіонали в Намібії отримують невелику суму грошей від уряду, щоб допомогти їм у навчанні у центрах професійної підготовки.

## Статистика
У 1997 році валова частка початкової освіти становила 130,6 %, а чистий рівень первинного охоплення — 91,2 %. Згідно з опитуванням Міністерства праці щодо дитячої праці, 80 відсотків працюючих дітей у віці від 6 до 18 років продовжують відвідувати школу, поки вони працюють. У 1998 році в початковій школі навчалося 400 325 учнів з Намібії та 115 237 учнів середніх шкіл. Відношення учнів-вчителів у 1999 році оцінювалося в 32:1, при цьому близько 8 % ВВП витрачається на освіту.
У 2011 році у намібійській системі освіти навчалось приблизно 600 000 учнів, з яких 174 000 були старшокласниками, а менше 10 000 були учнями дошкільного віку. Хоча вчителі вважаються в цілому адекватно освіченими, вони не мають спеціальної підготовки. Школи послідовно виконують нижче очікувань; ставки відмов і відсіву є високими.
Лише 12 % учнів вступають до вищої освіти будь-якого типу через обмежені місця в університетах і центрах професійного навчання.